# Autsch TV … das gibt’s doch gar nicht
Autsch TV … das gibt’s doch gar nicht war eine deutsche Fernsehsendung, die von 2007 bis 2008 produziert und auf dem Fernsehsender Das Vierte ausgestrahlt wurde. Moderiert wurde die Sendung von der No-Angels-Sängerin Sandy Mölling.

## Konzept
In der Sendung werden lustige Videos zu Missgeschicken, Pannen, Dummheiten, Verrücktheiten oder Skurrilitäten gezeigt. Kommentiert und begleitet wird die Sendung durch Geschichten der Moderatorin.

## Produktion und Ausstrahlung
Die erste Folge wurde am 20. November 2007 ausgestrahlt. Diese verfolgten 240.000 Zuschauer, der Marktanteil in der werberelevanten Zielgruppe lag bei 1,0 Prozent. Produziert wurde die Sendung von 2007 bis 2008.
| Folgen-Nr. | Erstausstrahlung  |
| ---------- | ----------------- |
| 1          | 20. November 2007 |
| 2          | 27. November 2007 |
| 3          | 4. Dezember 2007  |
| 4          | 11. Dezember 2007 |
| 5          | 18. Dezember 2007 |
| 6          | 1. Januar 2008    |
| 7          | 8. Januar 2008    |
| 8          | 15. Januar 2008   |
| 9          | 22. Januar 2008   |
| 10         | 29. Januar 2008   |
| 11         | 5. Februar 2008   |
| 12         | 12. Februar 2008  |